# Geminga
Geminga är en gammastråle- och röntgenpulskälla som tros vara en neutronstjärna ungefär 250 parsec (omkring 800 ljusår) från solen i stjärnbilden Tvillingarna.

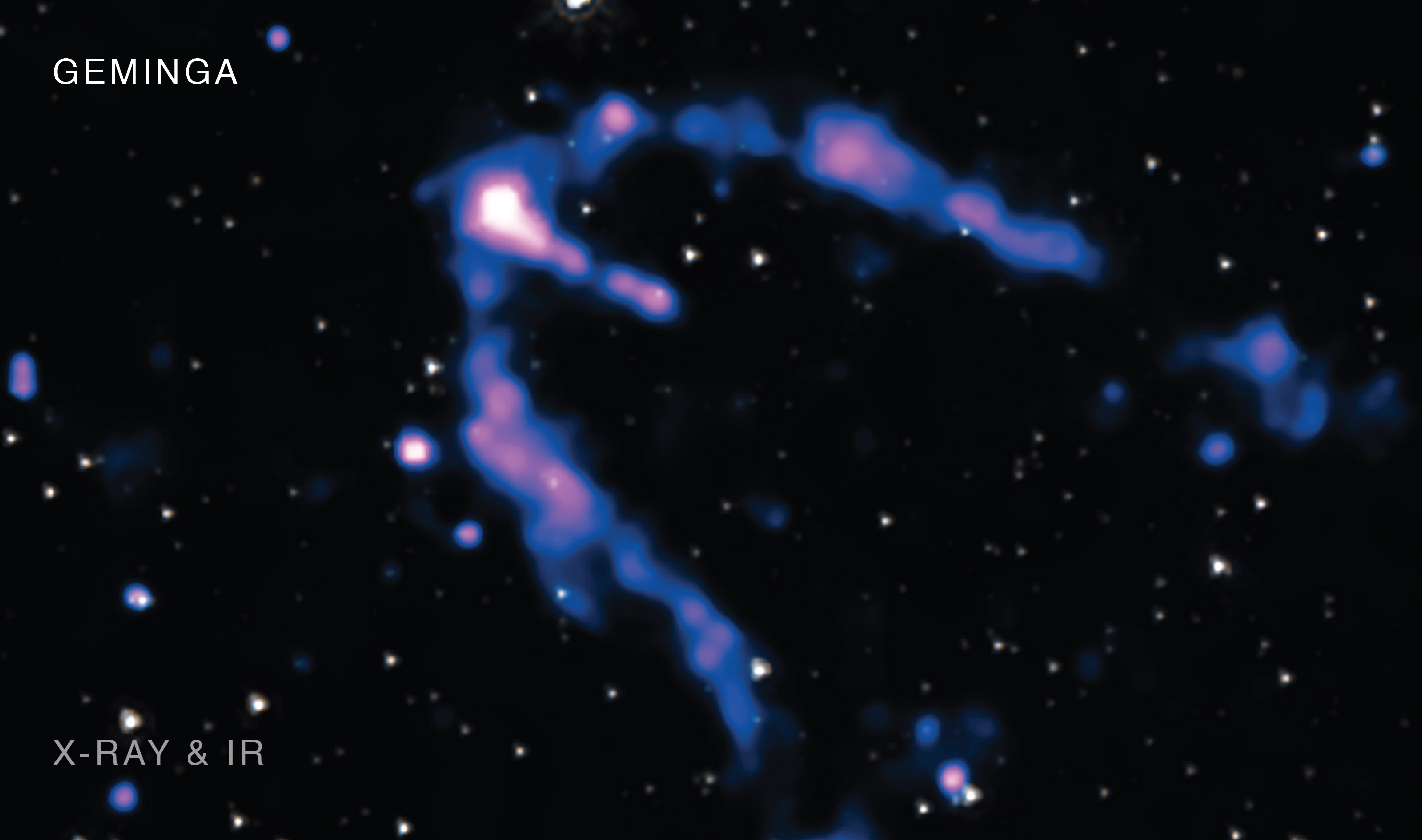
Geminga sett av Chandra och Spitzer
Foto: Röntgen: NASA/CXC/PSU/B. Posselt et al; Infraröd: NASA/JPL–Caltech

## Nomenklatur
Dess namn, tillskrivet av dess upptäckare Giovanni Bignami, är både en sammandragning av Gemin i gamma-strålekällan och en transkription av orden g h è minga (uttalas [ɡɛˈmĩːɡa]), som betyder "den är inte där" på milanesiska, en dialekt av Lombard. Namnet godkändes av International Astronomic Union den 4 april 2022.

## Pulsar

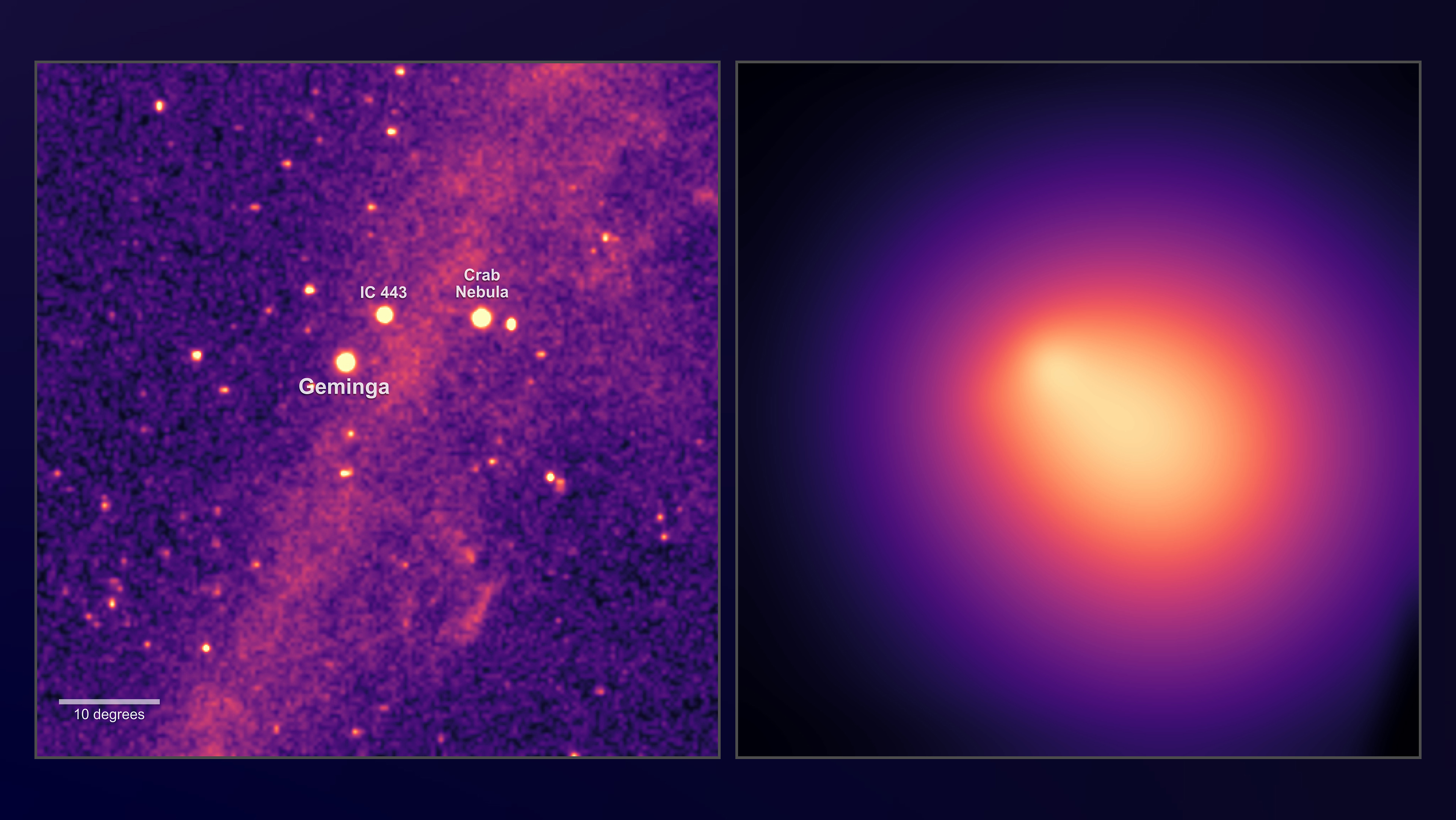
Vänster: Geminga, IC 443 och Krabbnebulosan. Höger: Halon kring pulsaren Geminga sett av Fermi efter att ljuskällor tagits bort

Gemingas natur var ganska okänd i 20 år efter upptäckten av NASA:s Second Small Astronomy Satellite (SAS-2). Slutligen, i mars 1991 upptäckte ROSAT-sonden en periodicitet på 0,237 sekunder i mjuk röntgenstrålning. Således antas det att Geminga är en sorts neutronstjärna, den degenererade kärnan av en massiv stjärna som exploderade som en supernova för cirka 300 000 år sedan.
Man trodde en gång att denna närliggande explosion var orsak till den låga tätheten hos det interstellära mediet i omedelbar närhet av solsystemet. Detta lågdensitetsområde är känt som den lokala bubblan. Möjliga bevis för detta är fynd av Arecibo-observatoriet att lokala mikrometerstora interstellära meteorpartiklar verkar härröra från dess riktning. På senare tid har det emellertid föreslagits att flera supernovor i undergrupp B1 av Plejadernas rörliga grupp var sannolikt troligare att bli en kvarleva av superskal.
En studie från 2019, med hjälp av data från NASA:s Fermi Gamma-ray Space Telescope, upptäckte en stor gammastrålningshalo runt Geminga. Accelererade elektroner och positroner kolliderar med närliggande stjärnljus. Kollisionen ökar ljuset till mycket högre energier. Geminga ensam kan vara orsak till så mycket som 20 procent av de högenergipositroner som AMS-02-experimentet observerade. Tidigare studier med data från High-Altitude Water Cherenkov Gamma-ray Observatory fann endast en liten gammastrålningshalo runt Geminga vid högre energier. 
  

## Upptäckt och identifiering

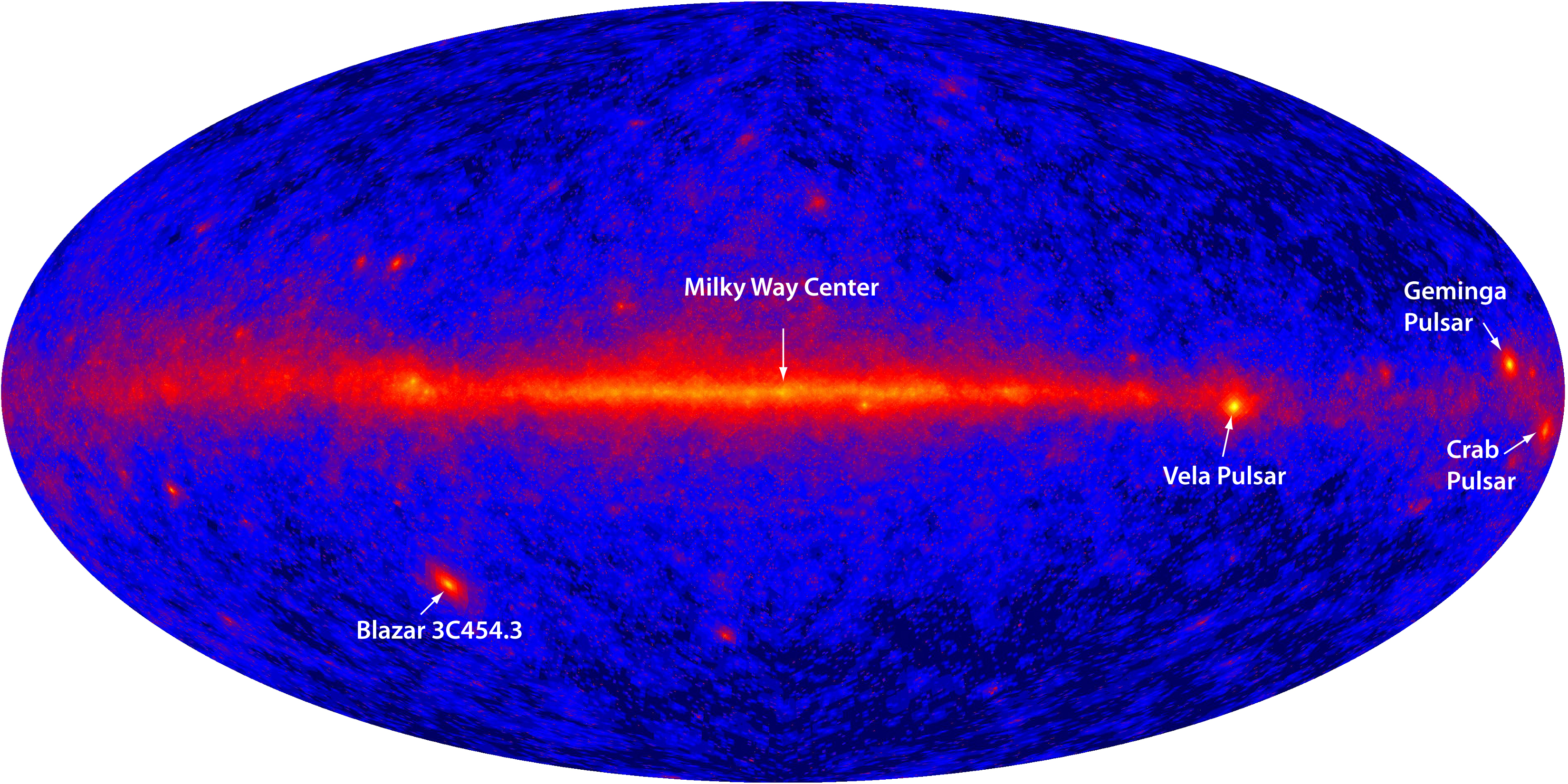
Geminga position i Vintergatans gammastrålning. Bild: NASA/DOE/International LAT Team

Geminga var det första exemplet på en oidentifierad gammastrålekälla, en källa som inte kunde förbindas med några kända objekt vid andra våglängder. Den upptäcktes först som ett betydande överskott av gammastrålning över den förväntade bakgrunden av diffus galaktisk emission, av SAS-2-satelliten (Fichtel et al. 1975) och därefter av COS-B -satelliten. SAS-2-gruppen rapporterade en pulsering i gammastrålningssignalen med en period på ca 59 sekunder, även om det begränsade antalet detekterade gammastrålningar (121 under en period av fyra månader) fick dem att dra slutsatsen att pulseringen inte var statistiskt övertygande. På grund av instrumentets begränsade vinkelupplösning (ungefär 2,5° vid 100 MeV) och det lilla antalet gammastrålningar som registrerades, var den exakta platsen för källan osäker, endast begränsad till att vara inom ett relativt stort "felområde". Vid tidpunkten för upptäckten var fyra svaga radiokällor kända inom regionen, två supernovarester gränsade till den och en känd satellitgalax till Vintergatan låg i närheten. Ingen av dessa kända källor hade övertygande koppling till gammastrålningskällan, och SAS-2-teamet föreslog att en oupptäckt radiopulsar var det mest troliga objektet.
Trots investeringen av en betydande mängd observationstid förblev källan oidentifierad under COS-B-eran. Många påståenden gjordes om källan under denna tid, men dess natur förblev ett mysterium tills identifieringen av Einsteins röntgensatellit av en möjlig källa, 1E 0630+178. En koppling mellan gamma- och röntgenkällorna gjordes inte slutgiltigt förrän ROSAT-röntgenbildaren upptäckte en pulsering på 237 ms, som också sågs i gammastrålningar av EGRET-instrumentet och retrospektivt i COS-B och SAS-2 data. Geminga verkade således vara det första exemplet på en radiotyst pulsar, och fungerade som en illustration av svårigheten att förknippa gammastrålning med objekt som är kända vid andra våglängder, något som är karakteristiskt för gammastrålningskällan. 
Slutligen gällde denna princip när radioemissioner med matchande 237 ms periodicitet hittades vid tidigare oövervakade frekvenser på 100 MHz och lägre.

## Egenrörelse
Egenrörelsen för Geminga är 178,2 mas/år vilket motsvarar (på ett avstånd av 250 parsec) en projicerad hastighet på 205 kilometer per sekund. Denna hastighet är mycket snabb för en stjärna, jämförbar med Barnards stjärna.